# A Memória Que Me Contam
A Memória Que Me Contam é um filme brasileiro de 2012 dirigido por por Lúcia Murat e estrelado por Simone Spoladore, o filme conta a história de uma ex-guerrilheira chamada Ana, representante do movimento de esquerda sendo último vínculo com grupo de amigas e amigos que resistiram à Ditadura militar brasileira Há um reencontro deste coletivo num contexto de iminente morte daquela que era ícone do campo de esquerda na sala de espera do hospital, conforme podemos ver aqui. Nesse sentido, a obra cinematográfica dialoga o drama da experiência autoritária brasileira ontem e hoje ao relembrar da juventude e o combate da ditadura. A Memória Que Me Contam  recebeu o prêmio da Federação Internacional da Imprensa Cinematográfica (Fipresci) no Festival Internacional de Cinema de Moscou.